# 河田景与
河田 景与（かわた かげとも、文政11年10月18日（1828年11月24日） - 明治30年（1897年）10月12日）は、日本の武士（鳥取藩士）、政治家。幕末期に尊王攘夷の志士として活動し、明治維新後は鳥取県権令（初代）、元老院議官、貴族院議員を歴任した。名（諱）は初め祺景。通称は左久馬（佐久馬）、権次郎。号は研田。爵位は子爵。

## 経歴

### 生い立ち
文政11年（1828年）、鳥取藩士・河田介景の子として生まれる。弟に景福がいる。河田家は代々鳥取藩の伏見留守居役を務める家であり、嘉永4年（1851年）に家督を継ぎ、伏見留守居となる。若い頃から一刀流剣術を学び、さらに大石進種昌に入門し大石神影流をも学んだ。に、尊王攘夷思想に傾注し、同藩の尊王攘夷派勢力の中心人物となった。

### 幕末期の活動
文久3年（1863年）には京都留守居も兼務。長州藩の桂小五郎（後の木戸孝允）らと交流し、尊王攘夷運動に関与する。鳥取藩主・池田慶徳は、尊攘派の巨魁であった水戸藩主・徳川斉昭の五男であり、藩論も概ね尊攘派に傾いていた。この頃、京都に集結していた尊攘派の志士は、真木和泉らが計画する攘夷親征・大和行幸を主張し、朝廷内の過激公卿である三条実美らと連携して活動していた。
しかし、幕府を信認する孝明天皇はこうした尊攘過激派の行動を快く思わず、その意を受けた薩摩藩士・高崎正風、中川宮朝彦親王らの画策により、薩摩藩・会津藩の兵力を背景に八月十八日の政変が起こされ、長州藩および三条ら尊攘派公卿は京都から一掃される。
一方、鳥取藩内でも河田を中心に攘夷親征運動の機運が盛り上がっていたが、同藩の重臣・黒部権之介ら公武合体派は、これらの動きを藩を危険に陥れるものであると主張、藩内に深刻な対立を生じていた。河田は政変の前日8月17日夜、同藩の太田権右衛門・詫間樊六・佐善元立ら21人とともに、本圀寺に宿泊中の黒部ら4人を襲撃し、3人を殺害、1人を自刃させた（本圀寺事件）。政変後も親長州派として各勢力を周旋。
しかし、翌元治元年（1864年）、長州藩が禁門の変を起こし朝敵となると、長州藩に通じたとして処罰され、藩地へ送られて幽閉された。慶応2年（1866年）、第二次幕長戦争の石州口において大村益次郎率いる長州軍に幕府側が大敗し、浜田藩領が攻略されると、河田は同志と共に脱藩して長州藩へ逃れた。その後、土佐脱藩浪士・坂本龍馬らと蝦夷地開拓を計画するが、頓挫した。

### 戊辰戦争での活躍
慶応3年（1867年）、王政復古の大号令により朝敵であった長州藩が宥免され、倒幕のために長州藩兵が上京したのに伴い、河田らも鳥取に帰藩。翌慶応4年（1868年）の戊辰戦争勃発後は、東山道先鋒軍（総督は岩倉具定、参謀は板垣退助）に加わり、鳥取藩兵参謀となり、そして志願農兵山国隊の隊長も兼ねた。
3月の江戸開城後は北関東に転戦し、4月下旬に宇都宮城の戦いで活躍。自ら抜刀して敵陣へ向かい、大声で配下の将兵を鼓舞したという。閏4月には政府軍下参謀に就任、会津戦争に従軍する。これらの活躍が認められ、賞典禄450石（鳥取藩士としては最高額）を与えられた。

### 明治維新後
年号が代わって明治元年（1868年）10月28日、甲斐府判事に任じられ、新政府高官としての活動が始まる。翌明治2年（1869年）には軍務官判事、8月には兵部大丞に転ずる。さらに京都府大参事兼留守判官、弾正大忠、民部大丞兼福岡藩大参事などを歴任。明治4年（1871年）7月に断行された廃藩置県を受け、同年11月に初代鳥取県権令（現在の県知事に相当）となった。明治11年（1878年）には元老院議官に就任。
明治16年（1883年）、宮内省の道場済寧館の御用掛（剣術の指導者）となる。明治20年（1887年）5月24日には子爵を授けられ華族に列した。明治23年（1890年）10月20日、錦鶏間祗候となる。同年7月10日、貴族院子爵議員に就任し、1892年（明治25年）4月20日まで在任した。
明治30年（1897年）10月12日に没する。享年70。東京都港区南青山の梅窓院に葬られ、後に府中市の多磨墓地に改葬された。法名は養心院殿本覚浩然大居士。

## 栄典
位階
- 1885年（明治18年）10月1日 - 正四位[5]
- 1886年（明治19年）10月20日 - 従三位[6]
- 1894年（明治27年）5月21日 - 正三位[7]

勲章等
- 1886年（明治19年）11月30日 - 勲二等旭日重光章[8]
- 1889年（明治22年）11月25日 - 大日本帝国憲法発布記念章[9]

## 親族
- 養子 河田景延（子爵・陸軍歩兵大尉、穂波経度四男）[10]
- 甥・養孫 河田景秀（子爵、景延養子、景与の弟景雄二男）[10]
- 娘 本多延枝（本多実方夫人）[10]